# Distribution de logiciels
Ne doit pas être confondu avec distribution Linux.
La distribution de logiciels est l'action de mettre un logiciel à disposition des usagers. Les logiciels peuvent être distribués dans le commerce de détail, téléchargés en libre-service, incorporés dans un appareil informatique, ou mis en ligne sur un ordinateur du fournisseur. La distribution peut être gratuite, peut faire l'objet de commerce et peut être complétée par des contrats de service concernant par exemple de la maintenance ou de l'assistance technique. En plus de la distribution publique, des techniques permettent la distribution automatisée de logiciels aux employés d'une entreprise.
Le droit d'auteur s'applique aux logiciels. La majorité des logiciels continuent d'appartenir à leur producteur après avoir été distribués. Un contrat de licence établi par le producteur fixe les droits accordés aux utilisateurs et les responsabilités du producteur. les conditions sous lesquelles un logiciel est distribué dépendent de choix stratégiques effectuées par leur producteur, en fonction de la nature du producteur (indépendant bénévole ou entreprise commerciale), de la fonctionnalité du logiciel, et de l'utilisateur cible. 
Selon les modalités de distribution, l'utilisateur aura plus ou moins de possibilités de collaborer à l'amélioration et la correction du logiciel. Dans le procédé classique de développement d'un logiciel, celui-ci est distribué après avoir été programmé et vérifié. Il peut être distribué avant la fin des vérifications, et peut également être construit en plusieurs étapes donnant à chaque fois lieu à la distribution d'une version différente du logiciel. Le procédé de développement open source consiste à distribuer le logiciel avec le code source plus ou moins terminé, permettant au public de collaborer à sa programmation.

## Canaux de distribution
Les principales modalités de distribution des logiciels sont la vente liée, la vente au détail, la vente de suites, le téléchargement, et l'hébergement. Une part importante de l'industrie concerne les logiciels en grande distribution: des logiciels standardisés destinés au grand public. Ils sont typiquement vendus dans le commerce de détail, mais peuvent également être distribués en ligne ou hébergés par le producteur. 
Selon un sondage réalisé en 2011 au Canada, les trois quarts des producteurs de logiciels de ce pays ont affirmé pratiquer la vente en ligne. Et pour 40 % d'entre eux la vente en ligne est le principal canal de distribution. 17 % distribuent leurs logiciels avant tout dans le commerce de détail et 4 % pratiquent avant tout la vente liée OEM.
Vente au détail
Un média (exemple : CD) contenant le logiciel est convoyé par la grande distribution, le logiciel est ensuite installé dans l'ordinateur personnel de l'utilisateur final,. Ce procédé est plus coûteux en raison du coût additionnel du média et du transport. Les vendeurs au détail sont typiquement des magasins grande surface, des magasins d'ordinateurs ou de matériel de bureau, ou des magasins spécialisés dans les logiciels.
Vente en ligne
Le logiciel est placé sur un site web, en libre-service puis transporté en utilisant des moyens de télécommunication. Il est installé par l'utilisateur final dans son ordinateur,. L'envoi est moins coûteux que la grande distribution parce qu'il ne nécessite pas d'intervention de l'éditeur, ni transport, ni emballage. La vente directe élimine également les surcoûts dus à la marge de revente. Ce procédé a été popularisé par l’avènement de l'Internet. La vente en ligne est généralement une vente directe - le producteur vend son produit directement au consommateur. Le producteur se sert de son propre site web. Il arrive parfois que le logiciel est placé sur le site web d'un revendeur.
Vente liée  (OEM pour Original Equipment Manufacturer)
Le producteur du logiciel conclut un accord avec un fabricant de matériel informatique pour incorporer le logiciel dans les produits du fabricant.
Fournisseur de solution
Une solution est un ensemble de différents produits provenant de fournisseurs tiers, et vendus ensemble comme un seul produit (anglais bundle). Les fournisseurs de solutions sont typiquement des grandes entreprises de conseil ou des fabricants, et ils sont généralement spécialisés sur des produits verticaux.
Suite
Groupe de plusieurs logiciels connexes provenant du même éditeur, distribués comme étant un seul produit.
Hébergement - logiciel en tant que service
L'éditeur du logiciel installe celui-ci sur un de ses ordinateurs, que l'utilisateur final peut manipuler avec un navigateur web,.

## Stratégie de revenu
La stratégie de revenu est la manière dont l'entreprise obtient de l'argent: la vente de licences et de services (exemple : formation), les parts sur la vente de matériel informatique, sur des logiciels tiers qui utilisent le produit de l'entreprise ou sur l'exploitation de ce logiciel par des entreprises de télécommunication, ainsi que la location du logiciel avec payement proportionnel à la durée d'utilisation.
Les principales stratégies de revenu des entreprises du secteur du logiciel sont:
- la vente de licences de logiciels. Similaire à la vente de produits dans d'autres secteurs industriels.
- la conclusion de contrats d'après-vente. Par exemple des contrats de maintenance ou d'assistance technique.
- l'incorporation de logiciels dans des produits qui nécessitent à la fois matériel et logiciel.
- la vente de services de développement de logiciels spécifiques.
- la vente de services d'utilisation de logiciels. Par exemple des services de gestion de données ou de conseil sur des logiciels particuliers.

Vente de licences
Dans le langage courant les mots vente et achat sont souvent associés avec les logiciels. Cependant les logiciels ne sont jamais vendus, mais sont l'objet d'un contrat de licence d'utilisation. Le logiciel reste la propriété du producteur, et ce dernier autorise le consommateur de s'en servir pendant un certain temps - parfois une durée indéterminée. Le droit d'utilisation est souvent intransmissible. Les licences peuvent être vendues à l'utilisateur final ou à un revendeur. Elles peuvent également être vendues à un autre producteur de l'industrie informatique, lui donnant le droit d'inclure le logiciel dans ses produits (du matériel informatique ou des logiciels). La vente à des producteurs de logiciels est souvent utilisé pour les bibliothèques logicielles.
Contrats d'après-vente et de maintenance
Il s'agit de contrats de service soit sur place, soit par téléphone, qui sont en rapport avec l'utilisation du logiciel. Les contrats durent en généralement quelques mois voire un an et sont renouvelables. Les contrats d'après-vente sont une importante source de revenus pour les producteurs parce qu'ils permettent d'obtenir de l'argent des clients existants. Les services fournis dans le cadre de tels contrats sont typiquement la correction de bugs et des améliorations du produit sur demande du client.
Les logiciels ont un coût unitaire de reproduction proche de zéro et peuvent être recopiés à l'infini sans perte de qualité. La vente de licences vise à amortir le travail unique de développement du logiciel.

## Droit d'auteur et licence
Mis à part les logiciels maison créés par les collectivités pour leur propre usage, et les logiciels dans le domaine public, tous les logiciels sont protégés par le droit d'auteur, y compris les logiciels libres / open source. Selon les règles de ce droit, l'auteur du logiciel a tous les droits sur son œuvre et le public a uniquement les droits que l'auteur leur a formellement accordés. La licence est le contrat qui décrit formellement les droits accordés aux utilisateurs des logiciels. 
La licence prend la forme d'un document, accompagnant chaque copie du code objet mis en circulation, dans lequel sont décrites les conditions sous lesquelles peut être utilisé le logiciel. Les licences sont typiquement classifiées en fonction des modalités de distribution des logiciels.
Les contrats de licence peuvent être limités dans le temps ou non (exemple : renouvellement annuel). Les clauses du contrat de licence peuvent stipuler des limitations d'application: nombre de machines, nombre d'utilisateurs, limitation à une seule entreprise, un seul emplacement géographique, possibilités d'achat en gros, et possibilité de disposer du code source du logiciel.
Les logiciels peuvent comporter des mécanismes visant à vérifier si les conditions du contrat de licence sont respectées.

## Positionnement sur le marché
La stratégie de produit est la manière dont est composée l'offre en produits et/ou services d'un fournisseur: produits standards susceptibles d'être réutilisés par d'autres entreprises du secteur, produits personnalisables, personnalisation de produits tiers ou agrégation de produits sous forme de solutions. Cette stratégie dépend du positionnement de l'éditeur sur le marché : est-il un fournisseur de produits ou fournisseur de services? ses produits sont-ils destinés à des entreprises ou des privés?  visent-ils un marché de masse ou un marché de niche ? les logiciels sont-ils horizontaux (polyvalents) ou verticaux (spécialisés)?  et quel est leur degré de standardisation - les deux extrêmes étant le logiciel standard et le logiciel spécifique :
Logiciel spécifique
logiciel créé sur mesure et qui vise à répondre aux besoins spécifiques d'un utilisateur en particulier. De tels logiciel peuvent être développés par des éditeurs, ainsi que par le département informatique des entreprises qui l'utilisent.
Logiciel standard
Un logiciel standard vise à répondre au dénominateur commun des besoins des utilisateurs. Il est destiné à être distribué en grande quantité sur le marché de masse.
Il n'existe pas de distinction formelle entre un logiciel standard et un logiciel spécifique. Les logiciels standard offrent généralement des possibilités d'adaptation aux besoins spécifiques de certains utilisateurs. Cependant étant donné le coût élevé de telles opérations de customization, et les difficultés qu'elles peuvent apporter, celles-ci sont souvent réduites au minimum.
Un éditeur positionné comme fournisseur de produits distribuera typiquement ses logiciels sur des CD-ROM vendus dans le commerce de détail. Il existe des sociétés hybrides qui vendent à la fois des produits et des services, par exemple de la maintenance, des mises à jour et des améliorations sur mesure.

## Développement et distribution
Techniquement, un logiciel existe sous deux formes: le code source, qui est la forme exprimée par le programmeur, et le code objet ou code exécutable qui est la forme finale dans laquelle le programme peut être exécuté. Lorsqu'une copie du code source est mise en circulation, il est techniquement impossible d'imposer le respect de la propriété intellectuelle.
Lorsque le logiciel est distribué sous une licence conventionnelle, seule la forme exécutable est mise en circulation, et la licence concerne uniquement cette forme. La licence de tels produits interdit généralement le recours à l'ingénierie inverse qui permet de retrouver le code source. 
Lorsqu'un logiciel est distribué sous une licence dite open source, les termes de la licence autorisent l'inspection et la modification du code source par autrui, et le code source est mis en circulation avec le code objet.

### Open source
Lorsqu'un logiciel est distribué sous une licence dite open source, les termes de la licence autorisent l'inspection et la modification du code source par autrui, et le code source est mis en circulation avec le code objet. L'objectif de telles licences est de promouvoir le travail de développement collaboratif d'un bien commun, et d'empêcher une personne unique de prendre possession du code source.
Les logiciels open-source sont développés par des volontaires, souvent non rémunérés. Le travail de développement s'arrête soit parce que les utilisateurs sont satisfaits du produit, soit parce que les développeurs clés ont perdu leur motivation. Du point de vue de l'utilisateur final les logiciels open-source ont d'intéressant qu'ils sont gratuits. Des entreprises commerciales participent également au développement open-source, notamment dans le but de vendre des services en rapport avec ces logiciels, d'intégrer ces logiciels dans des solutions plus larges et de faire pression sur les concurrents.